# Цеханувское воеводство
Цеханувское воеводство (пол. województwo ciechanowskie) — существовавшее в Польше в период 1975—1998 годов как основные единицы административного деления страны. 
Одно из 49 воеводств Польши, которые были упразднены в итоге административной реформы 1998 года. Занимало площадь 6362 км². В 1998 году насчитывало 437 400 жителей. Столицей воеводства являлся город Цеханув.
В 1999 году территория воеводства отошла большей частью к Мазовецкому воеводству и несколько гмин (Дзялдовский повят) — к Варминьско-Мазурскому воеводству.

## Города
Города Цеханувского воеводства по числу жителей (по состоянию на 31 декабря 1998 года):
1. Цеханув (47 623)
2. Млава (30 655)
3. Плоньск (23 079)
4. Дзялдово (21 304)
5. Пултуск (19 153)
6. Журомин (8624)
7. Лидзбарк (8468)
8. Насельск (7057)
9. Рачёнж (4864)
10. Глиноецк (3136)
11. Бежунь (2122)

## Население
| Год       | 1975    | 1980    | 1985    | 1990    | 1995    | 1998    |
| Население | 398 700 | 405 400 | 418 100 | 428 400 | 436 400 | 437 400 |